# 宮下一郎
宮下 一郎（みやした いちろう、1958年〈昭和33年〉8月1日 - ）は、日本の政治家。自由民主党所属の衆議院議員（7期）、自由民主党長野県支部連合会長。
農林水産大臣（第68代）、内閣府副大臣（第4次安倍第2次改造内閣）、財務副大臣（第2次安倍改造内閣・第3次安倍内閣）、財務大臣政務官（第1次安倍改造内閣・福田康夫内閣）、衆議院財務金融委員長、自由民主党政務調査会会長代理、同政務調査会農林部会長、同経済成長戦略本部事務局長、同組織運動本部副本部長、同政務調査会副会長、同政務調査会経済産業部会長などを歴任。
父は厚生大臣、環境庁長官、防衛庁長官を務めた宮下創平。

## 来歴
愛知県名古屋市出身（現住所は長野県伊那市境）。東京都立戸山高等学校を経て、1983年、東京大学経済学部経済学科卒業。住友銀行に入行。
1991年に住友銀行を退職し、父・宮下創平の秘書官となる。

### 衆議院議員
2003年の第43回衆議院議員総選挙に父の後を継いで長野5区から自由民主党公認で立候補し初当選。
2005年の第44回衆議院議員総選挙で再選。
2007年8月29日、第1次安倍改造内閣で財務大臣政務官を務めた。
2009年の第45回衆議院議員総選挙で民主党の加藤学に敗れ、小選挙区で初めて落選し、比例区でも次点に終わり、落選した。
2012年の第46回衆議院議員総選挙で加藤を破り、3年ぶりに国政に復帰した。
2014年9月4日、第2次安倍改造内閣では財務副大臣に任命。同年の第47回衆議院議員総選挙で4選。
2016年1月、衆議院財務金融委員長に就任。
2017年の第48回衆議院議員総選挙で5選。
2019年9月、第4次安倍第2次改造内閣で内閣府副大臣に就任。
2020年10月、自由民主党農林部会長に就任。
2021年の第49回衆議院議員総選挙で6選。
2022年10月23日、自民党長野県連は総務会などを開催。会長の後藤茂之は、同年夏の参院選での松山三四六の擁立ならびに敗北の責任をとり、会長職を辞任。宮下はその後任に就任した。

### 農林水産大臣
2023年9月9日に岸田文雄首相が13日に内閣改造と党役員人事を行う考えを与党幹部に伝えると、森喜朗は、安倍派5人衆と言われる松野博一、西村康稔、萩生田光一、高木毅、世耕弘成の5人の派閥中枢幹部に対し、派内から2人の初入閣を希望している旨を岸田に伝えるよう、指示した。9月13日、第2次岸田第2次改造内閣が発足し、安倍派からは順調に宮下（農林水産大臣）と鈴木淳司（総務大臣）が初入閣した。
同年12月1日、朝日新聞が、自民党5派閥が開いた政治資金パーティーをめぐる問題で、清和政策研究会（安倍派）が、所属議員が販売ノルマを超えて集めた分の収入を裏金として議員側にキックバックする運用を組織的に続けてきた疑いがあるとスクープした。安倍派は2018～2022年に毎年1回パーティーを開き、計6億5884万円の収入を政治資金収支報告書に記載している。一方、収入・支出のいずれにも記載していない裏金の総額は直近5年間で1億円を超えるとされ（のちに5億円に修正）、共同通信は「実際のパーティー収入は少なくとも8億円前後に膨らむ可能性がある」と報じた。同日、宮下は閣議後会見で事実関係を問われ、「私自身の事務所ではキックバックの事実はなく、そうしたことは認識していない」と述べた。また、ノルマがあったのかとの質問に対し「基本的に、『超えて戻す』ということはなかった」と答えた。
同年12月10日、岸田首相は、安倍派所属の閣僚4人、副大臣5人、大臣政務官6人の政務三役15人について、全員交代させる意向を固めた（政務官6人については2日後に訂正）。同月12日、岸田は、宮下、松野博一官房長官、鈴木淳司総務相、西村康稔経済産業相の4閣僚交代の人事を14日に先行して実施する方向で調整に入った。12月14日、宮下は農林水産大臣の辞表を提出し受理された。
2024年9月9日、高市早苗は自民党総裁選挙の出馬会見を行い、裏金事件をめぐる安倍派議員の処遇について「党の処分を覆すことはない」と明言した。9月12日に総裁選が告示され、9人が立候補した。裏金議員について次期衆院選で「非公認」とする可能性に一時言及した石破茂と高市の決選投票が濃厚になると、旧安倍派は一気に高市に動いた。高市は1回目の議員投票で、報道各社の事前調査での30～40票を大きく上回る72票を獲得した。党員数と合わせた得票数は1位だったが、決選投票で石破に敗れた。裏金議員85人（同年2月13日に公表）の一人である宮下は1回目の投票、決選投票、いずれも高市に投じた。
2024年10月27日の第50回衆議院議員総選挙は、政治資金問題の影響で比例名簿非登載となるなど逆風の中で、立憲民主党の新人である福田淳太に比例復活を許したものの7選。

## 政策
- 憲法改正と集団的自衛権の行使容認に賛成[39]。
- アベノミクスを評価する[39]。
- 原子力発電は日本に必要だ[39]。
- 村山談話を見直すべきでない[39]。
- 河野談話を見直すべきだ[39]。
- ヘイトスピーチの法規制に反対[39]。
- 特定秘密保護法は日本に必要だ[39]。
- 選択的夫婦別姓制度の導入にどちらかといえば反対[40]。
- 首相の靖国参拝については「どちらかと言えば賛成」と回答[41]。
- 受動喫煙防止を目的に飲食店などの建物内を原則禁煙とする改正健康増進法について、「原則としては飲食店の広さに関係なく屋内禁煙とし、喫煙専用室内でのみ喫煙を可能とすべき」とした上で、「喫煙専用室等の整備をすることが困難な経営規模の小さな既存飲食店については必要な経過措置を設けるべき」としている[42]。

## 選挙歴
| 当落 | 選挙                   | 執行日         | 年齢 | 選挙区      | 政党       | 得票数     | 得票率 | 定数 | 得票順位 /候補者数 | 政党内比例順位 /政党当選者数 |
| ---- | ---------------------- | -------------- | ---- | ----------- | ---------- | ---------- | ------ | ---- | ------------------ | ---------------------------- |
| 当   | 第43回衆議院議員総選挙 | 2003年11月09日 | 45   | 長野県第5区 | 自由民主党 | 10万8567票 | 52.66% | 1    | 1/4                | /                            |
| 当   | 第44回衆議院議員総選挙 | 2005年09月11日 | 47   | 長野県第5区 | 自由民主党 | 12万25票   | 54.83% | 1    | 1/3                | /                            |
| 落   | 第45回衆議院議員総選挙 | 2009年08月30日 | 51   | 長野県第5区 | 自由民主党 | 9万1836票  | 40.15% | 1    | 2/5                | 5/4                          |
| 当   | 第46回衆議院議員総選挙 | 2012年12月16日 | 54   | 長野県第5区 | 自由民主党 | 9万9225票  | 52.25% | 1    | 1/5                | /                            |
| 当   | 第47回衆議院議員総選挙 | 2014年12月14日 | 56   | 長野県第5区 | 自由民主党 | 9万1089票  | 54.67% | 1    | 1/3                | /                            |
| 当   | 第48回衆議院議員総選挙 | 2017年10月22日 | 59   | 長野県第5区 | 自由民主党 | 9万1542票  | 49.87% | 1    | 1/3                | /                            |
| 当   | 第49回衆議院議員総選挙 | 2021年10月31日 | 63   | 長野県第5区 | 自由民主党 | 9万7730票  | 54.86% | 1    | 1/2                | /                            |
| 当   | 第50回衆議院議員総選挙 | 2024年10月27日 | 66   | 長野県第5区 | 自由民主党 | 7万8139票  | 48.39% | 1    | 1/3                | /                            |

## 所属団体・議員連盟
- 自民党たばこ議員連盟[43]
- 自由民主党たばこ特別委員会[43]
- 日本会議国会議員懇談会[44]
- 神道政治連盟国会議員懇談会[44]
- みんなで靖国神社に参拝する国会議員の会[44]
- 子どもの貧困対策推進議員連盟[45]
- 感染対策を資材と方法から考える超党派議員連盟[46]